# コルナス
コルナス(Cornas)は、フランス南東部オーヴェルニュ＝ローヌ＝アルプ地域圏アルデシュ県のコミューン。ヴァランスから5kmほどの距離である。

## 村名の由来
ケルト語で、「焼け付く大地」の意味といわれている。南東に面した傾斜地にあるこの村のぶどう畑は、文字通り焼け付くような日差しを浴びていることによるという。